# Mont-de-l’Enclus
Mont-de-l’Enclus (nld. Kluisberg) – miejscowość i gmina (commune) w Belgii, w Regionie Walońskim, w prowincji Hainaut, w okręgu Tournai-Mouscron. 1 stycznia 2024 r. liczyła 3879 mieszkańców.

## Podział administracyjny
W skład gminy wchodzą cztery dzielnice (section):
- Amougies
- Anserœul
- Orroir
- Russeignies (Rozenaken)